# Bauerus dubiaquercus
Bauerus dubiaquercus — вид ссавців з монотипового роду Bauerus родини лиликових. Bauerus раніше вважався підродом Antrozous.

## Етимологія
Bauerus був названий за іменем Гаррі Дж. Бауера, спонсора експедиції на Острови Марії (архіпелаг з чотирьох островів в Тихому океані, які належать Мексиці), на яких кажан вперше був виявлений. Назва виду dubiaquercus присвячена колекціонерам, Річарду Цвайфелю і Оксу Плімптону і є похідним від латинізованого поєднання Zweifel (німецьке слово для «сумнівний» або Dubia на латині) і Окс (quercus).

## Середовище проживання
Країни проживання: Беліз, Гватемала, Гондурас, Мексика, Нікарагуа. Висотний діапазон поширення: від низовин до 2300 м (як правило, нижче 1300 м). Цей вид може бути знайдений в різних лісових місцях перебування від листяних низовинних до гірських сосново-дубових лісів і хмарних лісів. 

## Поведінка
Стає активним за годину після заходу сонця і летить низько біля землі по лісових стежках. Його анатомія припускає, що цей кажан може харчуватися комахами, підбираючи їх із землі або рослинності. У неволі легко споживає великих комах, таких як таргани і коники. 

## Характеристики
Голова і тіло довжиною 57—75 мм, хвіст довжиною 46—57 мм, передпліччя довжиною 48—57 мм, вага 13—20 гр. Цей середніх розмірів кажан має великі відстовбурчені вуха і темно-коричневе м'яке і пухке хутро близько 9 мм на спині, темніше біля основи і світліше дистально. Нагадує Antrozous, але має темніше хутро і трохи менші вуха. 
| Зубна формула     |
| ----------------- |
| I 1 C 1 P 1 M 3   |
| I 2-3 C 1 P 2 M 3 |

## Генетика
Каріотип має диплоїдне число 44 і фундаментальне число 52. Аутосомний додаток містить у собі дві великі, одну середню і дві малі пари метацентричних хромосом та серію з 16 пар від середнього розміру до малого акроцентриків. Х-хромосома є середнього розміру, субметацентрична; Y-хромосома невелика акроцентрична.